# Maison de Radomir Vujanac à Gradac
La maison de Radomir Vujanac à Gradac (en serbe cyrillique : Кућа Радомира Вујанца у Градцу ; en serbe latin : Kuća Radomira Vujanca u Gradcu) se trouve à Gradac, dans la municipalité de Raška et dans le district de Raška, en Serbie. Elle est inscrite sur la liste des monuments culturels protégés de la République de Serbie (identifiant no SK 528),.

## Présentation
La maison a été construite au milieu du XIXe siècle,, ce qui en fait l'une des plus anciennes de la région. N'ayant connu aucune modification majeure avec le temps, elle offre un exemple authentique de l'architecture traditionnelle de la Raška.
Elle a été construite sur un terrain en pente avec un sous-sol dans la partie inférieure et un rez-de-chaussée ; les murs sont en pierres grossièrement taillées et le toit à quatre pans est recouvert de bardeaux. Une cheminée à foyer ouvert est située le long du mur de la pièce présente à l'intérieur.